# Вилма Рипол
Вилма Рипол (Фирмат, 12. април 1954) аргентинска је политичарка и медицинска радница.

## Биографија
Рођена је као Вилма Ана Риполи у Фирмату, Санта Фе провинцији, 12. априла 1954. године. Студирала је Медицински факултет Универзитета Росарио, а 1975. године радила је као медицинска сестра, док је била студенткиња. Суноснивачица је Медицинског студентског центра. Рипол је била чланица Социјалистичке радничке партије Аргентине, међутим многи су осуђивали њене политичке активности током Прљавог рата, па је 1977. године потражила уточиште у Колумбији.
Подржавала је синдикате у Аргентини док је била у Колумбији и била један од оснивача Синдиката радника у здравству. Вратила се у Аргентину након повратка демократије у тој земљи, 1983. године. У периоду од 1989. до 1999. године обављала је функцију делегата синдиката у италијанској болници у Буенос Ајресу и тада је приступила Федерацији здравствених радника. Била је у Законодавној скупштини Буенос Ајреса као чланица Радничког социјалистичког покрета 2000. а потом и 2003. године. Споразум Радничког социјалистичког покрета и Комунистичке партије Аргентине резултирао је њеном оставком са функције, 14. децембра 2004. године, а заменио ју је Маркос Волман. Рипол се након тога вратила да ради у италијанску болницу, као акушерка и постала позната по подршци легализације абортуса у Аргентини. Након што је закон усвојен, Рипол је навела да је смртост жена услед компикација током тешких трудноћа драстично пала, а да се број хоспитализација услед критичних трудноћа смањио за трећину, након легализације абортуса.
Рипол се кандидовала за место у аргентиској Комори посланика провинције Бунеос Ајрес, као и током председничких избора 2007. године, али није успела у оба случаја. 